# 沖縄南インターチェンジ
沖縄南インターチェンジ（おきなわみなみインターチェンジ）は、沖縄県沖縄市にある沖縄自動車道のインターチェンジである。
上り線の出入口のランプウェイは、立体交差になっている。

## 歴史
- 1987年（昭和62年）10月8日：那覇IC - 石川IC間開通に伴い、供用開始[1]。

## 周辺
- 沖縄アリーナ
- 米軍嘉手納基地
- 沖縄市戦後文化資料展示館ヒストリート
- 沖縄こどもの国
- コザ・ミュージックタウン
  - ミュージックタウン音市場
- 沖縄市総合運動公園（沖縄市体育館・沖縄市野球場・沖縄市陸上競技場）
- イオンモール沖縄ライカム
- 中城湾港

## 道路
- E58 沖縄自動車道（4番）

## 接続する道路
- 直接接続
  - 沖縄県道85号沖縄環状線

## 料金所
- ブース数：5

### 入口
- ブース数：2
  - ETC専用：1
  - 一般：1

### 出口
- ブース数：3
  - ETC専用：1
  - ETC・一般：1
  - 一般：1

## 最寄バス停
バス停留所を併設しており、バス事業者では沖縄南I・Cの呼称を使用している。
県道85号線との交差点付近に設置されており、当停留所停車時はいったん料金所を出る。両方向とも同一の停留所設備を使用する。
| 路線                                        | 運行会社                                             | 方面 |
| ------------------------------------------- | ---------------------------------------------------- | --- |
| [111] 高速バス [117] 高速バス（美ら海直行） | 琉球バス交通 沖縄バス 那覇バス 東陽バス（111番のみ） | 111番名護行き：石川IC → 金武IC → 世富慶 → 名護BT 117番本部方面行き：石川IC → 世富慶 → 名護BT → 記念公園 → ホテルオリオンモトブリゾート 那覇行き：中城 → 国場 → 那覇BT → 那覇空港 |
| 出典:                                       |                                                      | |

前後のバス停
- 山里BS - 沖縄南I・CBS - 池武当BS

沖縄市運動公園前バス停
このICから沖縄自動車道に出入りするが沖縄南ICバス停には停車しない。
- 113番（具志川空港線）　琉球バス交通
- 127番（屋慶名（高速）線）　沖縄バス

安全運転学校前バス停
このICから沖縄自動車道に出入りするが沖縄南ICバス停には停車しない。
- 123番（石川空港線）　琉球バス交通

## 隣
E58 沖縄自動車道
(3) 北中城IC - (3-1) 喜舎場BS/スマートIC - (4) 沖縄南IC - (5) 沖縄北IC